# Ansgarsförbundet
Ansgarsförbundet var en barn- och ungdomsorganisation inom Svenska Kyrkan bildad 1946. Organisationen upphörde 1992 då den tillsammans med Kyrkans Ungdom bildade Svenska Kyrkans Unga den 1 januari 1993. Ansgarsförbundet bedrev scoutliknande verksamhet och hade gröna skjortor, men var inte medlemmar i Svenska Scoutrådet. Miniorerna bar en grön snibb.

## Läger- och friluftsliv
Redan från starten inbjöds till tältläger på skärgårdsön Husarö i Stockholms skärgård.
Förbundet samlade under en sommarvecka år 1954 i Visby hundratals juniorer från hela Sverige till ett s.k. riksting med förläggning i skolor. Detta blev startskottet för fortsatta riksläger 1956 i Gränna och 1958 i Kalmar – också de med förläggning i skolor. Från 1961 och med treårsintervaller kom det i stället att handla om lägervecka i tält

## Historik
Carl Fromén, präst i Huddinge, samlade medarbetare i ungdomsarbetet för att hitta en arbetsform för att fylla glappet mellan söndagsskola och konfirmation med syfte att de unga skulle läras växa in i kyrkans och församlingens gemenskap – i första hand gällde det pojkarna. Det blev så småningom Huddinge Riddarpojkar med start år 1943. Riddarpojkarna och dess föregångare Huddinge Manliga konfirmandförbund kan sägas vara embryot till Ansgarsförbundet. Att samla barn i åldrarna mellan söndagsskola och konfirmation skedde på flera håll i landet bl.a. i Linköpings stift och i Halmstad.
Historien började under fyrtiotalet i Stockholms stift. Ansgarsförbundet bildades i augusti 1946 och fick då namnet Ansgarsförbundet av kyrkliga juniorer och omfattade både flickor och pojkar i åldrarna 10–14 år. Omgående anslöt sig ett flertal församlingar i stiftet till det nya förbundet. Carl Fromén blev förbundets förste ordförande. Förbundet växte och ganska snart visades intresse också utanför Stockholms stift. Successivt växte det lilla förbundet och fick rikskaraktär med kretsar (lokalavdelningar) runt om i landet. År 1958 tillkom Lillfylkingen för 7–9-åringar. Det började som en försöksverksamhet i Halmstad – senare kom denna arbetsform att kallas miniorverksamheten. Under årens lopp ökade antalet tonåringar och senare tillkom därför en särskild seniorverksamhet. Dessa åldersändringar gjorde att namnet år 1969 ändrades till Ansgarsförbundet – barn- och ungdomsorganisation – inom Svenska Kyrkan. När förbundet gick samman med Riksförbundet Kyrkans Ungdom fanns kretsar i samtliga stift.

### Antal medlemmar
1950     950
1970 10 200
1977 13 083
1987 13 690
1990 12 604
1992 12 122

## Förbundsfana
Liksom andra organisationer skapade förbundet sin fana att användas vid större samlingar. På en vit botten tecknas korset och ringen i silver. Korset är Kristi kors. Genom det korset segrade Guds kärlek. Liksom ringen sluter sig kring korset sammanhålls gemenskapen av Kristi kors. Fanans vita färg uttrycker seger och glädje.

## Dräkt och märken
Dräkt och provsystem var ett sätt att skapa ramar och peka på unga människors har förmåga att växa, utvecklas och förändras. Minioren och junioren fick utmaningar och allteftersom tiden gick blev stjärnorna och märkena fler. Uppgifterna löstes både individuellt och i grupp. I det nya provsystemet blev det allt oftare tillsammans i laget.
Juniorerna hade en provbok, Vapenrustningen, för pojkarna och Kyrkvandringen för flickorna.
Miniorerna fick först en grön snibb och därefter första, andra och tredje stjärnan. Då hade man pratat om exempelvis kring en bön eller en psalm. Efter att ha lärt sig något om bl.a. Ansgar resp. Frideborg upptogs man som junior och medlem (sven respektive Frideborgsflicka). Det var första gången man fick bära den gröna dräkten och motta sanningens bälte. Kyrkvandringen fortsatte för flickorna med ytterligare ett märke per år – med symboler kring Birgitta, Marta och Maria. För pojkarna var det Väpnare, Riddare och Korsriddare. Så småningom slopades dessa s.k. grader och ersattes med terminsmärken (bibel-, diakoni-, böne- och nattvardsmärken). Seniorerna hade aktiviteter kring Ansgarsmärkets fyra delar: bibeln, diakoni, mission och lägerliv.

## Upptagningar och invigningar
Det var viktigt att skapa högtid kring att bli upptagen som medlem och att första gången få bära den gröna snibben (miniorerna) resp. den gröna skjortan/blusen (juniorerna), få ta emot ett märke eller ett uppdrag som ledare. En särskild ordning/ritual hade skapats
och högtiden ägde oftast rum i församlingens kyrka då kretsens alla medlemmar, föräldrar och syskon var med. Dessa upptagningar kunde också vara en del i familjegudstjänsten. I samband med en sådan högtid kunde också en fylkingfana invigas.

## Kyrktjänst/Församlingstjänst
Ett sätt att få de unga att känna att gudstjänsten var något viktigt var kyrktjänsten. I gudstjänsten kunde de unga få i uppdrag att dela ut psalmböcker och agendor till guds-tjänstbesökarna, hänga psalmnummer, hjälpa till vid klockringning, läsa en bön eller tillsammans med några kamrater sjunga, tända ljus, ta upp kollekt m.m. Kyrktjänsten var ett av delproven under en termin. En präst eller diakon kunde också ta med en grupp till ett äldreboende, där de unga medverkade i en andakt för de äldre.

## Organisation
Förbundet leddes av förbundsstyrelsen, som valdes på årsmötet. Vart efter förbundet får fler medlemmar och verksamheten utökas anställds i början på 1950-talet en förbundsinstruktör. Folke Grandin. Folke som tillhörde pionjärerna fick sin arbetsplats på SPI – Stiftelsen Pedagogiska Institutet på S:t Paulsgatan 10 i Maria Magdalena församling, Stockholm. SPI var en samarbetspartner för förbundets ledarutbildning. För att möta behovet av ledarutbildning och material ökade antalet anställda med åren. Först inrymdes förbundets expedition i lokaler förhyrda av Solna församling. När Svenska Kyrkan på riksplanet fick ett Kyrkans Hus på S:t Eriksgatan i Stockholm inrymdes de båda kyrkliga barn- och ungdomsorganisationerna, Ansgarsförbundet och Kyrkans Ungdom där. När det nya Kyrkans hus i Uppsala var färdigt gick flytten dit.

### Förbundsordförande
1946–1955 Carl Fromén, kyrkoherde i Huddinge
1955–1971 Helge Ljungberg, biskop i Stockholms stift
1971–1973 Lennart Tibell, komminister i Järfälla
1973–1976 Stig Barsegård, kyrkoherde i Målilla
1976–1983 Ingemar Melin, stiftsadjunkt i Härnösands stift
1983–1986 Kay Rönn, församlingsassistent, Halmstad
1986–1992 Bo Nordqvist, komminister i Vallentuna

## Medlemstidning
ANSGARSJUNIOREN var namnet på medlemstidningen. Vid starten var det en stencilerad publikation med refererat från händelser i kretsarna, en betraktelse, tävlingar och tips på lekar. Redan efter några år anlitades ett tryckeri och Ingvar Ström i Halmstad blev mångårig redaktör på ideell basis. Också distributionen av tidningen skedde då från Halmstad. Efter ett par redaktörsskiften bytte tidningen namn till Ansgarsposten. Förbundet växte och redaktionen tog plats på förbundsexpeditionen i Solna.

## Utlandskontakter
Som ett ”barn av sin tid” var Ansgarsförbundet till en början en ganska nationalistisk organisation. Det framgick, som nämnts tidigare, i den lösen som det unga förbundet valde: För Kristus, För Kyrkan, För Sverige. Vartefter vaknade intresset för internationella kontakter. Man såg sig om i världen efter organisationer, som var dräktbärande och som var knutna till kyrkan. Från början av 60-talet blev de internationella kontakterna allt viktigare. Samtidigt bytte förbundet sin lösen till ”Med Kristus, I kyrkan, Till tjänst.

### Från Norden till världen via England.
Från början var Ansgarsförbundet unikt på så sätt att pojkar och flickor fanns i samma förbund. Det dröjde ett antal år innan de internationella vännerna gick samma väg.
Tidigt knöts kontakter med grannar i Norden. I Danmark fanns FDF (Frivillige Drenge Forbund) och FDF (Frivillige Pige Forbund). I Finland hade Ansgarsförbundet kontakter med Poikien Keskus (för pojkar) och Tyttöjen Keskus (för flickor).
Banden med framförallt FDF-FPF blev allt starkare och man bjöd in varandra till alla större läger. Detta var lärorikt, framförallt för Ansgarsförbundet, då FDF-FPF var mycket starka och stora organisationer. Man hade också vid tillfällen gemensamma ledarutbildningar.
Boys Brigade och Girls Brigade i England var organisationer som blev mycket nära vänner till Ansgarsförbundet. Genom dessa kontakter fick Ansgarsförbundet utblick i hela världen, eftersom framförallt Boys Brigade fanns i många länder som ingick i det brittiska samväldet.
I Storbritannien hade Ansgarsförbundet också kontakter med Church Lads och Church Girls Brigade. En organisation, som liknade Boys Brigade, men som var betydligt mindre.
Så småningom skapades European Fellowship – en samarbetsorganisation för dräktbärande, kyrkliga, organisationer i Europa. Här ingick både Ansgarsförbundet och FDF – FPF. Dominant och drivande organisation var Boys Brigade. Årliga ledarhelger ägde rum med växelvisa värdskap. En del av förbundets kretsar fick också vänkretsar med Boys Brigade och Girls Brigade.
Ansgarsförbundet fanns också med i World Conference, som var en global organisation med liknade uppgifter som European Fellowship – dock med hela världen som sitt område.

### Malaysia och Indien
På 60- och 70-talen kan man säga att världen kom in i Ansgarsförbundet. Inte minst genom ”Ansgars egen missionär Jerker Sandegård”. Han var utsänd som missionär av Svenska Kyrkans Mission och hade starka band till Ansgarsförbundet. Han var med och startade det kyrkliga juniorarbetet först i Malaysia och sedan också i Indien. Kontakterna med Malaysia och Indien ledde till utbyte med läger. Det var spännande och annorlunda för de från Sverige som fick förmånen att vara med på läger i Sydostasien. Arbetet med juniorarbetet både i Malaysia och Indien finns fortfarande (2016) kvar och lever i den lutherska kyrkan i respektive länder.

### Vänkretsar
På sina håll utvecklades lokala band mellan kretsar i Ansgarsförbundet och FDF-FPF och Boys och Girls Brigade, vilket ledde till att man besökte varandra och emellanåt träffades till gemensamma läger och utbildningar.

## Insamlingar
Under Ungernkrisen 1956 sålde juniorer märken till förmån för utsatta barn i Ungern. Den följdes av insamlingar till juniorarbete i Malaysia och Indien, barnhem för handikappade i Jerusalem, Södra Afrika m.fl. områden. Närmare 1,5 miljoner slussades vidare genom dessa insamlingar.